# Þuríður Einarsdóttir stóra
Þuríður Einarsdóttir stóra, född okänt år, avliden 1561, var en isländsk forsia. Hon beskrivs som ovanligt lång och vacker och tillhör de mer kända personerna i sin ställning under Islands historia. 
Hon var först sambo och hushållerska till den förmögne prästen Þórðar Einarssonar i Hitardal (död 1530), känd för sin fejd med biskop Ögmundur Pálsson. Maken dog i Norge där han var för att förbereda ett uppror mot biskopen. Biskopen utsåg då Sigmundur Eyjólfsson (död 1538) till ny präst i Hitardal, och hon blev då sambo med honom. Hon hade i flera år ett förhållande med Oddur Gottskálksson innan de gifte sig 1543. 